# Monika Ertl
Monika Ertl, née le 17 août 1937 et morte exécutée le 12 mai 1973 est une guérillera communiste germano-bolivienne et la fille du militant nazi Hans Ertl (de). Elle est surtout connue pour avoir assassiné le Colonel Roberto Quintanilla Pereira, l'homme qui a coupé les mains de Che Guevara, ce qui lui vaut le surnom de « la vengeresse de Che Guevara ». Elle sera une combattante de l'Armée de libération nationale (ELN), résistant à la dictature bolivienne jusqu'à sa capture, sa torture puis son exécution en 1973.

## Jeunesse
Monika Ertl nait le 17 août 1937 et grandit à Munich. Elle est la fille de Hans Ertl (de), caméraman en chef temporaire de la cinéaste nazie Leni Riefenstahl. À la fin de la Seconde Guerre mondiale, son père rencontrant des difficultés lors de la dénazification, il émigre en Bolivie. Il s'y construit une nouvelle vie et achète une ferme, « La Dolorida », dans laquelle il élève du bétail et réalise ses derniers films.
En 1953, le reste de sa famille, dont Monika, rejoint Hans Ertl en Bolivie.
À l'âge de seize ans, Monika accompagne son père dans des expéditions dans la jungle et des films, apprenant à la fois à manier la caméra et les armes à feu. Elle travaille comme assistante de caméra dans Hito-Hito (1958), un film sur une tribu indienne en voie de disparition et d'autres documentaires. Bien qu'elle ait été la fille préférée de son père, elle finira par s'éloigner de lui, probablement en raison des idées nazies de celui-ci.
Plus tard, elle épouse l'ingénieur minier germano-bolivien Hans Harjes, qui dirige alors une firme américaine au Chili, dont elle divorce au milieu des années 1960.

## Guérilla bolivienne

Carte de Bolivie avec zone d'activité de la guérilla dirigée par Che Guevara en 1966-1967.

Après son divorce, elle rejoint, à la fin des années 1960, l'organisation de guérilla révolutionnaire de gauche Ejército de Liberación Nacional (ELN, Armée de libération nationale), qui était en train de se reconstruire après la mort de Che Guevara. Au début, elle prend une part plutôt passive dans la lutte contre le gouvernement militaire, notamment en abritant les combattants survivants du soulèvement raté du Guevara et d'autres victimes de la persécution par le gouvernement militaire, en particulier les frères Guido « Inti » Peredo (es) et « Chato » Peredo, qui étaient les successeurs de Guevara à la direction de l'ELN. 
En 1968, Monika Ertl devient officiellement membre de l'ELN et la compagne d'Inti Peredo. Elle prend alors le surnom d'Imilla, « l'Indienne », nom par lequel elle sera désignée dans le roman que lui consacre le philosophe et écrivain français Régis Debray en 1977, La neige brûle.
Inti Peredo est abattu le 9 septembre 1969 lors d'une fusillade par les forces de sécurité boliviennes. 
Le colonel Roberto Quintanilla Pereira, chef des services secrets du ministère bolivien de l'Intérieur en 1967, aurait été présent et se serait fait photographier devant le cercueil ouvert de Peredo, de même qu'il l'avait fait auprès du corps du Che. 
Monika Ertl, alors enceinte et sur le point d'accoucher, est gravement blessée au bras gauche. Ses compagnons l'emmènent à l'ambassade d'Italie, où l'ambassadeur lui fournit l'assistance médicale dont elle a besoin. Monika perd son enfant, mais son bras peut être sauvé de justesse de l'amputation. Elle reste à l'ambassade d'Italie à La Paz durant plusieurs mois.
Au début de 1970, elle part dans les montagnes avec un commando de l'organisation pour y mener la guérilla. 
En 1971, elle est choisie par l'ELN, en raison de ses origines allemandes et de sa maîtrise de cette langue, pour tuer Quintanilla, devenu Consul de Bolivie à Hambourg, cible importante aux yeux de l'organisation pour avoir fait couper les mains du Che après son exécution afin de les utiliser comme preuves de sa mort. Le millionnaire Giangiacomo Feltrinelli finance l'opération en confiant une importante somme d'argent, cachée dans un paquet de mouchoirs, à son confident, le journaliste danois communiste Jan Stage avec ordre de la transmettre à l'ELN dans ce but. 
Le 1er avril 1971, camouflée derrière une perruque blonde et des lunettes de soleil, Monika Ertl pénètre dans le consulat de Bolivie à Hambourg, après s’y être déjà présentée une première fois la semaine précédente. Une secrétaire la fait entrer et la mène au bureau du consul. À peine la porte refermée, Monika tire à trois reprises sur le Bolivien, le blessant mortellement. Elle glisse ensuite dans la poche de celui-ci, un billet portant ces mots : « Sieg oder Tod. [La victoire ou la mort]. ELN ». Alertée par les coups de feu, l'épouse du consul accourt et tente de retenir Monika, qui perd sa perruque et son pistolet dans cette altercation. La manière dont elle est parvenue à quitter la maison n'a jamais été élucidée avec précision. Selon une version, elle se serait échappée par la cage d'escalier à l'extérieur, où un complice l’attendait avec une voiture. Une autre version avance qu’elle aurait été cachée dans l’appartement du dessus, occupé par une communauté de radicaux de gauche avec qui elle aurait eu des contacts depuis 1969, et qui n'a pas été fouillé par la police. 
Quelques heures à peine après l'attentat, l'ELN le revendique dans tous les médias boliviens par ces mots : 

« Eine unserer Kampfgruppen hat Oberst Quintanilla hingerichtet. Es handelt sich um einen revolutionären Akt der Gerechtigkeit. ...    Wir versprechen, dass kein Schuldiger im Bett sterben wird, wo immer er sich auch verstecken mag. Der Krieg geht weiter. Sieg oder Tod. ELN.

[L'un de nos groupes de combat a exécuté le colonel Quintanilla. C'est un acte de justice révolutionnaire. ... Nous promettons qu'aucun coupable ne mourra dans son lit, où qu'il puisse se cacher. La guerre continue. La victoire ou la mort. ELN]. »

. 
L'arme du crime est identifiée comme appartenant à Giangiacomo Feltrinelli,, mais celui-ci ne sera pas inquiété, probablement protégé par les services secrets. L’enquête piétine jusqu’en juillet 1972, quand deux prisonniers de l'ELN, le bolivien Emilio Maldonado (El Zurdo) et l’argentin José Osvaldo Ukaski (El Viejo) avouent que l’attentat a été commandité par Feltrinelli et exécuté par Monika Ertl. L’enquête établira que Monika et Feltrinelli s’étaient rencontrés à Zurich quelques jours avant l’assassinat et que c’est à cette occasion que ce dernier lui aurait remis l’arme. Le ministre de l'Intérieur (en) , Mario Adett Zamora, offre alors 20 000 dollars (une somme supérieure à la récompense proposée pour le Che lui-même) pour la capture de Monika.
Selon les informations fournies par ses compagnons d'armes à l'époque, elle se rend à La Havane via le Chili après l'attaque et retourne illégalement en Bolivie au début de l'année 1972, où elle entre dans la clandestinité sous le nom de Nancy Fanny et commence immédiatement à préparer une autre campagne : l'ELN planifie de kidnapper l'ancien chef de la Gestapo de Lyon, Klaus Barbie, qui vit alors en Bolivie depuis des années et de l'amener en France. Barbie travaillait comme conseiller en sécurité auprès du gouvernement bolivien et avait une armée privée. Monika Ertl, qui connaissait Barbie depuis l'enfance parce qu'il était un ami de son père, dirigeait la brigade de guérilla qui était censée l'arrêter. Régis Debray, camarade d'armes de Che Guevara, a déclaré dans le film de Christian Baudissin Wanted: Monika Ertl : « Nous avons eu l'idée de l'enlèvement parce que nous voulions créer un lien entre la Résistance française et la résistance antifasciste en Bolivie. Nous voulions montrer que c'était un seul et même homme qui a conduit la répression de la résistance démocratique à Lyon pendant la guerre et qui a été l'un de ceux qui ont tenté d'écraser la révolution en Bolivie par la force. ». 
Mais Barbie et les services secrets boliviens découvrent les plans de l'ELN. Le 12 mai 1973, Monika Ertl est capturée par les forces de sécurité boliviennes. Son corps est retrouvé avec un autre membre de l'ELN, tous deux portant des signes de torture et ont reçu balles dans le cou. « Barbie a certainement organisé l'embuscade qui a tué Monika, même si je ne peux pas le prouver », a déclaré Debray. Son corps ne fut jamais remis à sa famille, probablement afin de ne pas révéler les traces de la torture dont elle fut victime et l'emplacement de sa dépouille demeure inconnu.

## Monika Ertl dans la culture populaire

### Non-fiction
- Le film documentaire Gesucht: Monika Ertl (1988) de Christian Baudissin est consacré à la vie de Monika Ertl[11].
- (en) Jürgen Schreiber, Sie starb wie Che Guevara. Die Geschichte der Monika Ertl, Düsseldorf, Artemis & Winkler, 2009.
- (en) Jobst Knigge, Feltrinelli – Sein Weg in den Terrorismus, Berlin, Humboldt Universität, 2010, 156 p. (lire en ligne), p. 114.

### Fiction
- Régis Debray lui rend un hommage littéraire dans La neige brûle, Paris, Grasset, prix Femina, 1977, 220 p.  (ISBN 978-2-246-00518-6)[6]. Bien que les noms des personnages aient été modifiés, ce roman retrace toute l'histoire de Monika, de la mort de son amant à l'attentat, avec de nombreux détails similaires, tels que sa blessure au bras et la perte de son enfant[4].
- Monika Ertl est l'un des principaux protagonistes du roman Los Afectos, de l'auteur bolivien Rodrigo Hasbún[13].